# Otto Heinrich von Loeben
Ferdinand August Otto Heinrich, Graf von Loeben, conosciuto con il suo pseudonimo Isidorus Orientalis o anche Heinrich Goeble (Dresda, 18 agosto 1786 – Dresda, 3 aprile 1825), è stato un poeta e scrittore tedesco.

## Biografia
Nacque da una famiglia di aristocratici protestanti e fu educato da insegnanti privati. Dal 1804 studiò legge presso l'Università di Wittenberg, ma poco dopo si trasferì a Heidelberg nel 1807, dove incontrò Joseph von Eichendorff, Achim von Arnim, Clemens Brentano e Johann Joseph von Görres. Negli anni successivi viaggiò tra Vienna, Dresda e Berlino, incontrando Friedrich de la Motte Fouqué a Nennhausen. Sposò Johanna Victoria Gottliebe née von Bressler e trascorse il resto della sua vita a Dresda. Nel 1822 lasciò la sua carriera.
Graf von Loeben fu uno scrittore molto prolifico della scuola di Dresda, e influenzò Eichendorff e Ludwig Tieck, ma rapidamente fu criticato per il suo lavoro satirico. Il suo romanzo più importante fu Guido, scritto sotto il nome pseudonimo Isidorus Orientalis. Sotto un secondo pseudonimo, Heinrich Goeble (a volte solo H. Goeble), scrisse la poesia Abendlied unterm gestirten Himmel.

## Opere
- Guido
- Das weisse Ross, eine altdeutsche Familienchronik in 36 Bildern (1817)
- Die Sonnenkinder
- Die Perle und die Maiblume
- Cephalus und Procris
- Ferdusi
- Persiens Ritter
- Die Zaubernächte am Bosporus
- Prinz Floridio
- Leda
- Weinmärchen
- Gesänge
- Abendlied unterm gestirten Himmel